# Fraternitat Sacerdotal de Sant Pere
La Fraternitat Sacerdotal de Sant Pere, en llatí Fraternitas Sacerdotalis Sancti Petri és una societat clerical de vida apostòlica de dret pontifici. Fundada en 1988, utilitza els llibres litúrgics anteriors a la reforma litúrgica de l'Església Catòlica Romana de 1970, en l'anomenada forma extraordinària del ritu romà. Els seus membres posposen al nom les sigles F.S.S.P..

## Orígens

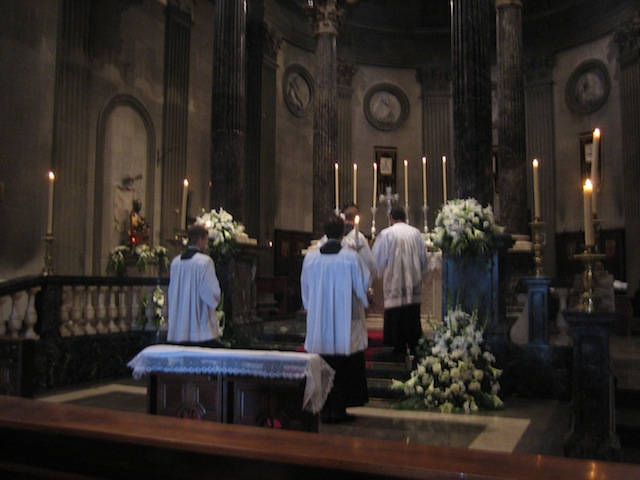
Missa de l'apostolat de Barcelona

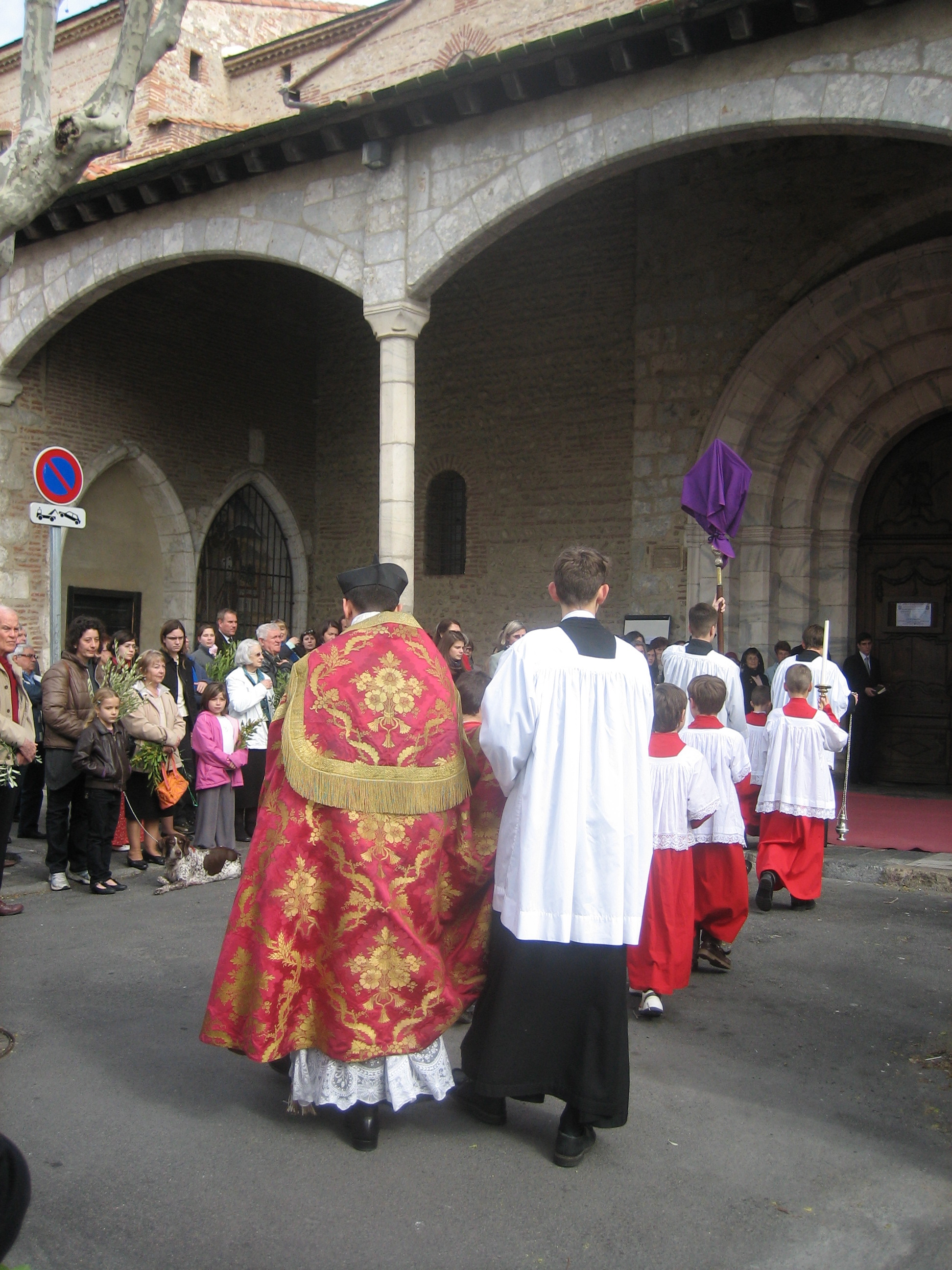
Diumenge de Rams a l'apostolat de Perpinyà

Fundada el 18 de juliol de 1988 a l'Abadia d'Hauterive (Suïssa), per dotze sacerdots, un diaca i diversos seminaristes provinents de la Fraternitat Sacerdotal de Sant Pius X, que havia fundat l'arquebisbe Marcel Lefebvre, i de diverses diòcesis franceses i alemanyes, i comptaven amb el suport decidit de l'aleshores cardenal Joseph Ratzinger. Els fundadors volien mantenir la litúrgia anterior a la reforma, però en el si de l'ortodòxia catòlica: quan la congregació de Lefebvre fou acusada de cismàtica i el seu fundador excomunicat, un grup de sacerdots se'n separà i formà la Fraternitat; Josef Bisig en fou el primer superior general.
La congregació religiosa centrada la seva activitat, exclusivament, en la litúrgia antiga (actualment anomenada de la forma extraordinària del ritu romà), segons la carta apostòlica motu proprio Summorum Pontificum del Papa Benet XVI – i amb la pràctica d'un apostolat i una espiritualitat catòliques tradicionals. La fraternitat es posà a l'empara de la carta apostòlica motu proprio Ecclesia Dei del papa Joan Pau II, que regulava l'ús de la litúrgia anterior a la reforma postconciliar del Papa Pau VI de 1970.

## Actualitat i difusió
La principal tasca d'apostolat de la Fraternitat Sacerdotal de Sant Pere se centra a la Santa Missa segons el Missal del Beat Joan XXIII. L'església és el punt principal de la resta de l'apostolat, que es reparteix entre la direcció d'escoles, d'agrupacions escoltes i l'estructuració d'un associacionisme catòlic. Igualment, la fraternitat manté dues missions a Colòmbia i a Nigèria.
La Fraternitat Sacerdotal de Sant Pere compta actualment amb 376 membres repartits arreu del món, amb una presència especial a Europa i als Estats Units d'Amèrica. 223 són preveres i la resta són diaques o seminaristes d'ordes menors. Disposen d'un centenar de cases, serveixen uns dos-cents llocs de missa tradicional i disposen de setze parròquies personals, dedicades exclusivament a la forma extraordinària del ritu romà. El Superior General actual és John Berg.